# Tượng tầng

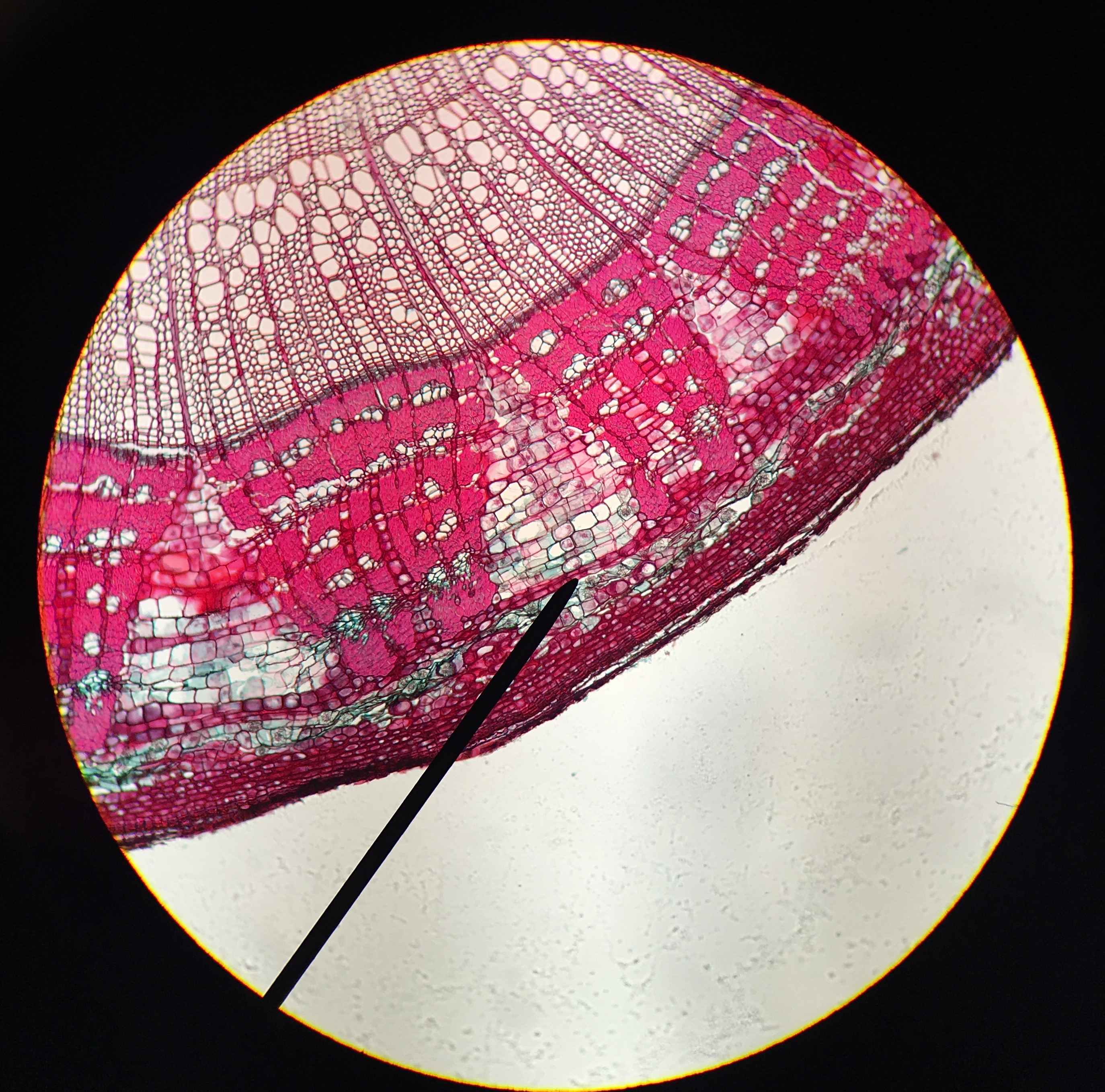
Tầng sinh bần của một cây thân gỗ (Tilia) nằm sát vỏ cây. Nó khác với tầng sinh mạch nằm ở giữa vòng mạch gỗ ở bên trong và vòng mạch rây.

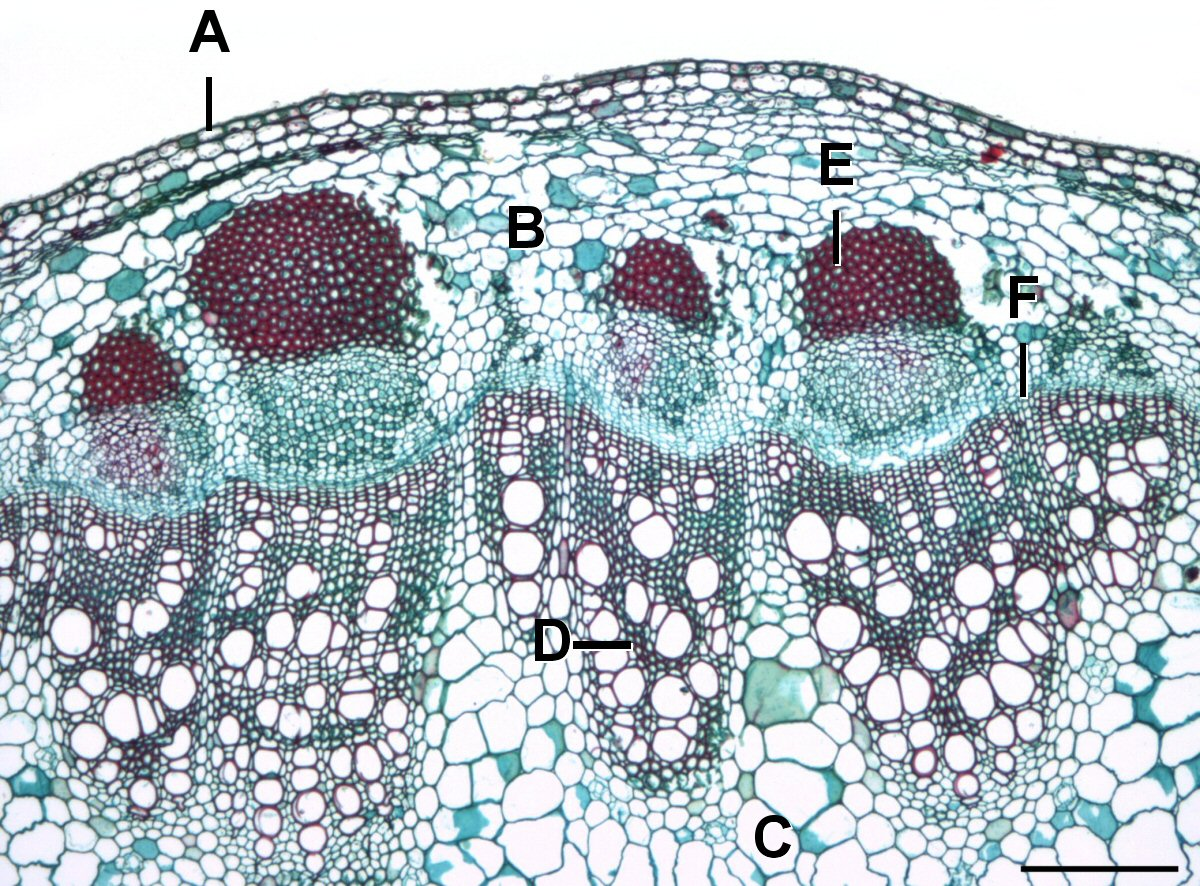
Hình vi phẫu thân cây chi Hướng dương Helianthus. Các tế bào của tầng sinh mạch (F) phân chia để tạo thành mạch rây ở bên ngoài, nằm bên dưới cương mô (mô cứng) (E) và mạch gỗ (D) ở bên trong. Hầu hết tế bào của tầng sinh mạch nằm ở vị trí xen giữa các bó mạch (gồm mạch gỗ và mạch rây).

Tượng tầng (tiếng Anhː cambium, số nhiều là cambia hoặc cambiums) ở thực vật là một lớp mô cung cấp các tế bào chưa phân hóa hoàn toàn để thực vật phát triển. Nó được tìm thấy ở khu vực giữa mạch gỗ và mạch rây. Tượng tầng cũng có thể được định nghĩa là một mô tế bào thực vật mà từ đó các mạch rây, mạch gỗ hoặc bần phát triển bằng cách phân chia, dẫn đến phát triển thứ cấp (ở cây thân gỗ). Nó tạo thành các hàng tế bào song song và tạo thành các mô thứ cấp.
Tượng tầng có nguồn gốc từ các tế bào chưa biệt hóa để tiếp tục phát triển và biệt hóa. Mô này cũng có thể hình thành trong các mô sẹo — các khối tế bào phát triển trên bề mặt của vết thương, dẫn đến việc chữa lành. Hàng năm, tượng tầng tạo ra vỏ cây mới và mô mạch mới để đáp ứng với các hormone thực vật truyền qua lớp màng cùng với dinh dưỡng từ lá. Những hormone này, chủ yếu là auxin, kích thích sự phát triển tế bào mô tượng tầng. Với vai trò quan trọng của tượng tầng đối với sự cân bằng nội môi và tăng trưởng của cây thân gỗ, bất kỳ hiện tượng tự nhiên khắc nghiệt (ví dụ như sương giá lớn hoặc hỏa hoạn), bệnh lý hoặc nhân tạo nào ảnh hưởng nghiêm trọng đến tượng tầng sẽ làm chết toàn bộ cây.

## Phân loại
Có một số loại tượng tầng khác nhau được tìm thấy trong thân và rễ cây:
- Tầng sinh bần, một mô được tìm thấy trong nhiều loài thực vật có mạch như một phần của vỏ ngoài.
- Tượng tầng một mặt (tạm dịch từ tiếng Anhː unifacial cambium) chỉ tạo ra mạch gỗ hướng vào trong tủy mà không tạo mạch rây hướng ra ngoài
- Tầng sinh mạch, một mô phân sinh tạo ra mạch gỗ thứ cấp hướng vào trong tủy và mạch rây thứ cấp hướng ra ngoài vỏ cây.

Tầng sinh mạch là loại tượng tầng chính trong cây thân gỗ, và do đó tầng sinh mạch còn được gọi là tượng tầng mạch, hay ngắn gọn hơn (cũng như dễ nhầm lẫn hơn và không chính xác) là tượng tầng.

## Sử dụng
Tượng tầng của nhiều loài cây thân gỗ có thể ăn được; tuy nhiên, điều này có thể làm cây chết nếu loại bỏ đủ nhiều tượng tầng cùng một lúc. Tượng tầng có thể được ăn sống hoặc nấu chín, hay có thể được nghiền thành bột để nướng bánh mỳ.